# Lijst van burgemeesters van Ottoland
Dit is een lijst van burgemeesters van de voormalige Nederlandse gemeente Ottoland (provincie Zuid-Holland) tot die gemeente op 1 januari 1986 opging in de gemeente Graafstroom.
| Ambtsperiode | Naam burgemeester                           | Partij of stroming | Bijzonderheden |
| ------------ | ------------------------------------------- | ------------------ | --- |
| 18?? - 1852  | Rogier Diderik van Slijpe                   |                    | telg uit het geslacht Van Slijpe, sinds 1705 bestuurders in de Alblasserwaard; maire/schout/burgemeester; tijdens (een deel van) deze periode tevens burgemeester van Goudriaan, Laagblokland en Giessen-Nieuwkerk |
| 1852 - 1884  | Johannes Diderik van Slijpe                 |                    | tijdens (een deel van) deze periode tevens burgemeester van Goudriaan, Laagblokland, Giessen-Nieuwkerk, Schelluinen, Nederslingeland en Peursum                                                                    |
| 1884 - 1923  | Wijnandus Johannes van Slijpe               |                    | tevens burgemeester van Goudriaan |
| 1924 - 1958  | Rogier Diederik Christiaan Marie van Slijpe |                    | tijdens deze periode ook burgemeester van Goudriaan, zoon van voorganger |
| 1958 - 1978  | Muus (M.) Visser                            | ARP                | tevens burgemeester van Goudriaan |
| 1978 - 1985  | Hendrik (H.S.) Top                          | ARP / CDA          | tevens burgemeester van Goudriaan, later burgemeester van Zwartsluis en Rhenen |